# Luís de Nassau
Luís de Nassau (Dillenburg, 10 de Janeiro de 1538 – Mook en Middelaar, 14 de Abril de 1574) foi o terceiro filho de Guilherme I, conde de Nassau e de Juliana de Stolberg. Era o irmão mais jovem do príncipe Guilherme de Orange-Nassau.
Luís foi uma importante figura na revolta dos Países Baixos contra a Espanha e, diferente de seu irmão Guilherme, ele foi um calvinista fortemente convencido. Ele ajudou seu irmão de várias formas, inclusive arranjando o casamento entre Guilherme e sua segunda esposa Ana da Saxônia. Em 1569, Guilherme o nomeou governador do Principado de Orange, dando-lhe uma posição indiscutível na política francesa.

## O compromisso
Em 1566, ele foi um dos líderes da liga de pequenos nobres que assinou o "Compromis des Nobles". O compromisso era uma carta aberta na forma de petição, ao rei Filipe II de Espanha declarando que ele deveria desistir da Inquisição nos Países Baixos. Em 5 de abril de 1566, acompanhado por duzentos cavaleiros, o Compromisso foi apresentado à regente Margarida de Parma. Durante esta audiência, um dos conselheiros de Margarida, o conde de Berlaymont, tentou acalmar seus nervos com as palavras "Quoi, Madame. Peur de ces gueux?" ("O que, Madame, a amedronta nesses mendigos?"). Foi a partir deste momento que os oponentes da política do rei Filipe II orgulhosamente adotaram o nome Mendigos (Les Geux, Geuzen) para si.

## Batalha de Heiligerlee

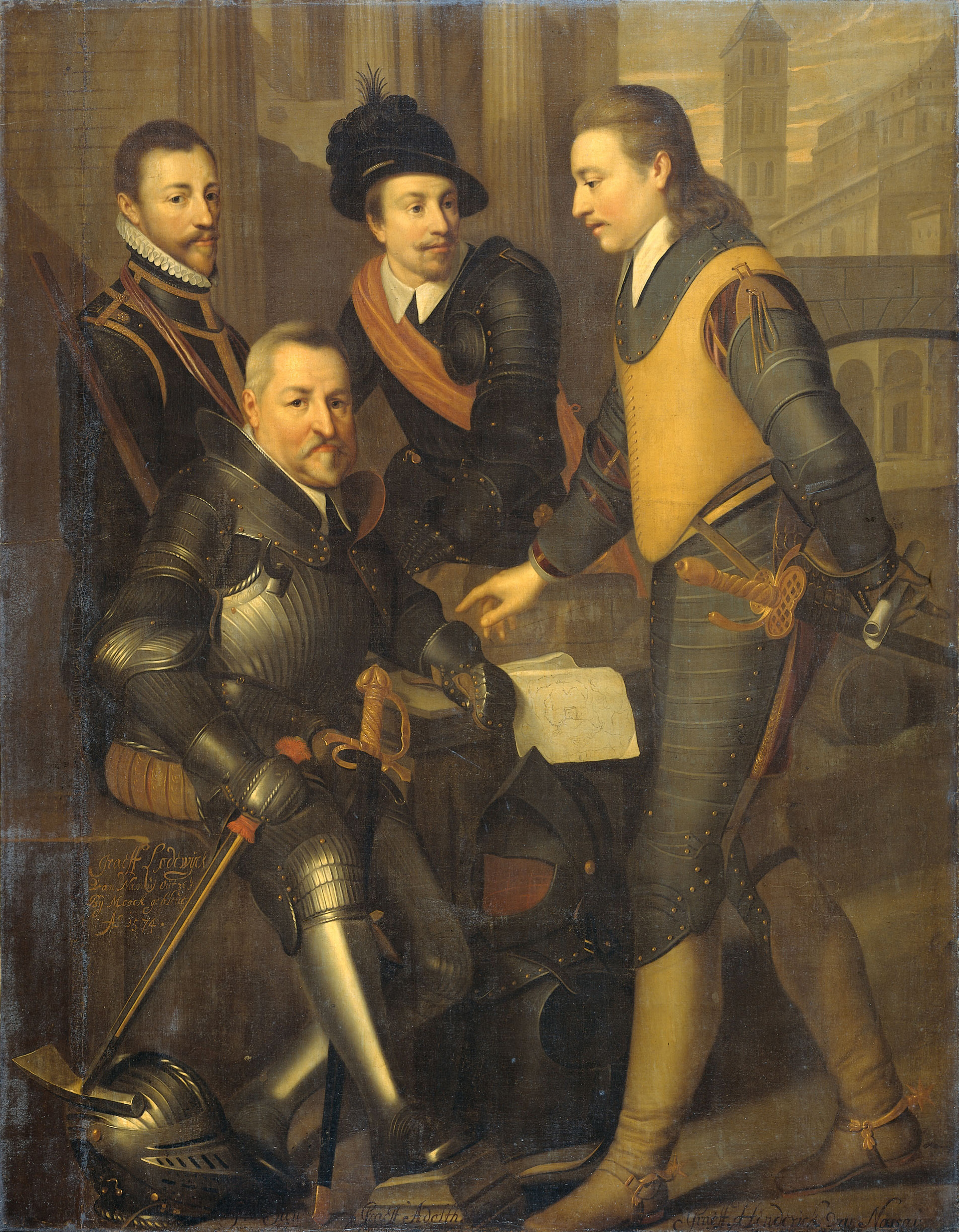
Luís (à esquerda) com os irmãos Juan (sentado), Adolf, e Henrique

Com a chegada do Duque de Alba, Luís e seu irmão Guilherme se retiraram dos Países Baixos. No exterior, eles reuniram um exército e em 1568, com a ajuda de huguenotes franceses, eles foram capazes de invadir por três lados. Luís e seu irmão mais jovem Adolfo entraram pelo norte dos Países Baixos através da Frísia, Jean de Villers entrou pelas províncias do sul entre o Reno e o Mosa e os huguenotes invadiram Artois.
O exército sob o comando de Luís eventualmente seria o único a conquistar uma vitória. Jean de Villers e suas tropas foram capturados dois dias depois que cruzaram o Mosa, enquanto os huguenotes foram atacados e derrotados por tropas reais francesas em St. Valery. Jean de Villers conseqüentemente traiu toda a campanha e as fontes da tesouraria de guerra em seus interrogatórios.
Luís entrou na Frísia em 24 de Abril. Alba respondeu enviando um exército sob o comando de Jean de Ligne, duque de Aremberg. Os dois exércitos se encontraram em Heiligerlee em 23 de Maio, onde Luís atacou de emboscada as tropas espanholas. Luís venceu a batalha de Heiligerlee, mas perdeu seu irmão Adolfo na batalha.

## Batalha de Jemmingen
Ainda que Guilherme quisesse que Luís se retirasse para Delfzijl, Luís permaneceu em Groningen, onde ele encontrou o maior, mais forte e mais bem equipado exército liderado diretamente por Alba. Luís retrocedeu na direção de Jemmingen onde, em 21 de Julho de 1568, a batalha foi disputada furiosamente até o exército de Alba empurrá-los sobre as pontes do rio Ems e finalmente diretamente para o Ems. Muitos se afogaram tentando cruzar o rio, e Luís se despiu de sua pesada armadura e conseguiu atravessá-lo a nado e se salvar. No final, a rebelião holandesa perdeu 7.000 homens na batalha de Jemmingen.

## Mons

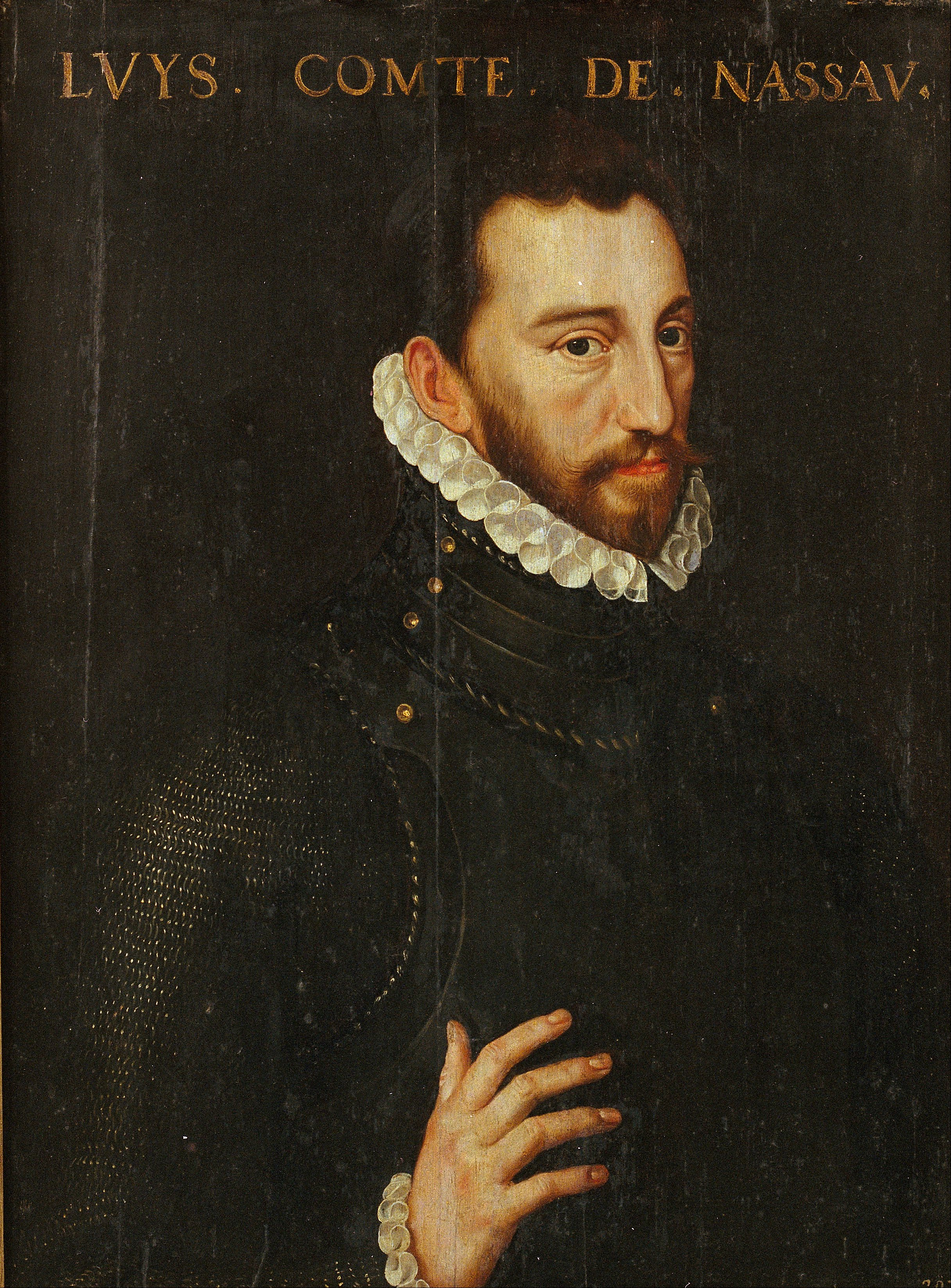
Luís de Nassau, Adriaen Thomasz Key, 1570-1574

Depois de Jemmingen, Luís se uniu ao seu irmão Guilherme e voltou para a França, onde eles se juntaram ao líder huguenote Gaspar II de Coligny. Ele lutou nas batalhas de Jarnac e Moncontour e conseguiu melhorar suas conexões francesas como governador do principado de Orange. Em 1572, os Mendigos do Mar capturaram a cidade de Brielle e a reivindicaram para Guilherme. Em breve, a maioria das cidades na Holanda e na Zelândia estavam nas mãos dos rebeldes e Guilherme mais uma vez se tornava stadhouder da Holanda e da Zelândia.
Luís rapidamente levantou uma pequena força na França, e entrou em Hainaut em 23 de Maio, capturando Mons. Repentinamente Alba se viu entre dois inimigos e com seu próprio exército rebelado e sem pagamento. Guilherme tentou ajudar seu irmão em Mons, mas depois de um atentado contra sua vida, do qual ele escapou por milagre, ele foi incapaz de ajudar a Luís. Alba podia agora trazer os derrotados de Mons em bons termos e em 19 de Setembro Luís e seu exército deixaram Mons com as honras de guerra. Distraindo a atenção de Alba para Mons, foi possível para o norte se reforçar e embora Alba tenha reconquistado Mons, ele tinha perdido a Holanda, que agora era forte o bastante para resistir.

## Batalha de Mookerheyde
Em 1574, os fundos estavam diminuindo e os espanhóis estavam se aproximando de Middelburg e Leiden. Esperando por uma distração no sul, Guilherme escreveu para Luís pedindo ajuda. Naquela primavera, Luís, junto com o Nassau mais jovem, Henrique, e com o filho do eleitor palatino, Cristóvão da Bavária, cruzaram o Mosa com seus exércitos. Eles esperavam ser um desvio de atenção decente, mas foram enganados pelas tropas espanholas sob um líder experiente, Sancho d'Avila. Comandando o ataque contra os espanhóis, Luís foi atingido por um tiro no braço. Ele continuou, fingindo estar bem, mas estava perdendo sangue tão rápido que seus amigos o retiraram da batalha. Ele foi levado para perto de uma cabana, onde ordenou a seus amigos que se salvassem. Luís jamais foi visto novamente, nem vivo nem morto. Henrique e Cristóvão também morreram na batalha de Mookerheyde.